# Большая Пустынь
Большая Пустынь — деревня в Тавдинском городском округе Свердловской области. Входит в состав Большепустынского сельского совета.

## География
Населённый пункт расположен в долине реки Большая Межевка, левого притока реки Каратунка, в 11 километрах на юг от административного центра округа — города Тавда.

### Часовой пояс
Большая Пустынь как и вся Свердловская область, находится в часовой зоне МСК+2. Смещение применяемого времени относительно UTC составляет +5:00.

## Население
| 2002 | 2010 | 2021 |
| ---- | ---- | ---- |
| 252  | ↘192 | ↘139 |

## Улицы
Деревня разделена на четыре улицы: Молодёжная, Новая, Рабочая, Советская.